# 木村文乃
木村 文乃（きむら ふみの、1987年〈昭和62年〉10月19日 - ）は、日本の女優。
東京都西東京市出身。トライストーン・エンタテイメント所属。

## 略歴
2004年にDHC協賛の映画『アダン』のヒロインオーディションにて応募者3,074人の中からヒロインに選ばれ、2006年公開の同作品にて女優としてデビュー。デビュー当初はオフィス・タカ、続いてフロンティアエンタテインメントに所属し、2006年5月公開の映画『風のダドゥ』で映画初主演、同年11月にはNHK大河ドラマ『功名が辻』でテレビドラマ初出演を果たす。2008年秋から2009年春にかけて出演したNHK連続テレビ小説『だんだん』では三倉佳奈演じるヒロインのライバル舞妓役を演じる。
一方で2005年から2006年にかけて日本プロボウリング協会「DHC レディースオープンツアー」のイメージガールを務める。
23歳のときに現所属事務所トライストーン・エンタテイメントにスカウトされ芸能活動を再開。事務所社長で映画プロデューサーの山本又一朗の「やるからにはトップを目指せ」の言葉に真摯に作品に向き合うようになり、再びテレビドラマに端役から出演するようになる。
翌2011年4月に出演したちふれ化粧品のCMでの透明感あふれる姿がCM関係者の目に留まり、すぐに4社のCMに起用される。10月には『蜜の味〜A Taste Of Honey〜』（フジテレビ）で再び連続ドラマへのレギュラー出演を果たす。翌2012年には『梅ちゃん先生』（NHK）で再び連続テレビ小説に出演して全国区となり、同年7月クールには『梅ちゃん先生』も含め『浪花少年探偵団』、『黒の女教師』（ともにTBS）と同クールの3本の連続ドラマに出演する。
2013年10月25日にはオフィシャルサイトを開設。同年11月9日にはファースト写真集『ふみの』を発売。2014年1月には前年に出演した映画2作品、テレビドラマ6作品での演技により第38回エランドール賞新人賞を受賞、同年4月には蜷川幸雄演出の舞台『わたしを離さないで』にて初舞台に立つ。
2015年1月期の『銭の戦争』（関西テレビ）で第18回日刊スポーツドラマグランプリにて助演女優賞を受賞、4月期の『マザー・ゲーム〜彼女たちの階級〜』（TBS）でデビュー12年目にして初めて連続ドラマの主演を務め、8月に主演を務めた『石の繭 殺人分析班』（WOWOW）は『殺人分析班』シリーズとしてシリーズ化される。TBS系深夜ドラマ『伊藤くん A to E』では4人の女性の恋愛相談に乗りながら、腹の奥では毒を吐いて、自分の再起をかけた新作ドラマのネタに利用しようとする落ち目の脚本家を演じる。
2018年には1月期の『99.9-刑事専門弁護士- SEASON II』（TBS）での演技により第96回ザテレビジョンドラマアカデミー賞助演女優賞を受賞。2019年にはNHKドラマで初主演を務めた土曜ドラマ『サギデカ』が文化庁芸術祭賞のテレビ・ドラマ部門にて大賞を受賞。
2020年にはNHK大河ドラマ『麒麟がくる』で主人公の明智光秀の正室・煕子役を演じる。
2021年3月12日から4月1日までフジフイルム スクエアにて「海から見たニッポン」をテーマに、水中写真家・鍵井靖章と木村による写真展『is Blue』を開催。
2022年、主演作『LOVE LIFE』が第79回ベネチア国際映画祭でコンペティション部門に選出され、木村も公式上映に出席した。
2022年10月19日、35歳の誕生日を機にYouTubeチャンネルを開設した。
2023年4月3日、ファンクラブサイトを開設した。
2025年6月下旬、多忙による体調不良が原因で入院し、主演ドラマ『愛の、がっこう。』（フジテレビ、7月10日スタート）の撮影を一時離れたが、7月2日に復帰を報告した。

## 人物
趣味はスキューバダイビング（2018年にライセンスを取得、水深30mまでダイビングが可能なライセンス「アドバンスド・オープンウォーターダイバー（AOW）」を取得済み（21年1月31日時点）、また疲労や負傷したダイバーの救助や応急処置の方法など、水中で発生した問題の予防管理を的確に行えるライセンス「レスキュー・ダイバー」を取得済み（22年5月20日時点）。映画鑑賞、写真、散歩で、特技は乗馬、スキー、剣道（初段）、水泳。また鉄道ファンでもあり、『笑っていいとも!』（フジテレビ）出演時には“同好の士”でもあるタモリに対してその「鉄子」ぶりを発揮していた。
当初女優として演じる役は、おとなしい性格、気の弱い性格、お嬢様などが多く、前述のコマーシャルや2012年のドラマ『梅ちゃん先生』などで演じるキャラクターでも、地味で控え目ながら芯の強いイメージがあったが、本人は自分を「サバサバしたタイプ」と語っている。2012年のトーク番組『スタジオパークからこんにちは』（NHK）出演時にも饒舌で明るいトークを披露しており、素顔は演じるキャラクターのイメージとまったく違うとの意見もあった。
Instagramに「#ふみ飯」のハッシュタグで投稿する手料理の写真の数々には、和の一汁二菜を基本とした彩り豊かで栄養バランスのとれた料理が美しい食器にセンスよく盛りつけられ、「見習いたい」「完璧」「本にしてほしい」などと注目を集めている。また、2020年4月10日に海やダイビングに関する投稿を行うInstagramアカウントを新たに開設した。
同じ事務所に所属していた女優・八木のぞみはかつて互いに女優を目指して一緒にレッスンに通い、また東京ディズニーランドに通うなど一緒に遊ぶ親友だったが、次第にスケジュールが多忙になり疎遠になっていた。2013年の東京ディズニーリゾートのCM「Disney Christmas」への出演が決まった際に「クリスマスに会いたい人」として真っ先に指名し、同CMでの共演で約2年ぶりの再会を果たしている。
母子家庭で育ち、母親が女手ひとつで木村と弟を育てた。木村の弟が20歳の時に「もう私、お母さんやめるから、お母さんって呼ばないで」と母親から告げられ、弟と呼称を相談した結果「奥さん」と呼ぶことになったという。
ファンは「フミニスト」と呼称される。

### 結婚歴
2016年11月11日に結婚。相手は、所属事務所が運営する俳優養成所「トライストーン・アクティングラボ」にて講師として約5年間にわたり演技指導を受けていた30代後半の一般男性。パートナーについて「下を向いて歩いていた私に勇気や力をくれた明るく温かい太陽の様な方です」としていた。互いが多忙なことによる生活のすれ違いから2019年の夏頃に離婚。
2023年3月12日、一般男性との再婚と第1子妊娠を自身のInstagramを通じて報告した。7月16日、第1子を出産したことを自身のInstagramを通じて報告した。

## 受賞歴
- 第38回（2014年度）エランドール賞・新人賞（映画『今日、恋をはじめます』『すべては君に逢えたから』、ドラマ『ソドムの林檎〜ロトを殺した娘たち』『雲の階段』『震える牛』『変身インタビュアーの憂鬱』『時計屋の娘』『長谷川町子物語〜サザエさんが生まれた日〜』）[52]
- 第18回（2014年度）日刊スポーツ ドラマグランプリ・助演女優賞（『銭の戦争』）[16]
- 第25回TV-LIFE年間ドラマ大賞2015 助演女優賞（『銭の戦争』）[53]
- 2015 ベストビューティストアワード[54]
- 第96回ザテレビジョンドラマアカデミー賞 助演女優賞（『99.9-刑事専門弁護士- SEASON II』）[20]
- 第28回TV-LIFE年間ドラマ大賞2018 助演女優賞（『99.9-刑事専門弁護士- SEASON II』）[55]
- 第31回日本ジュエリーベストドレッサー賞（30代部門）[56]

## 出演

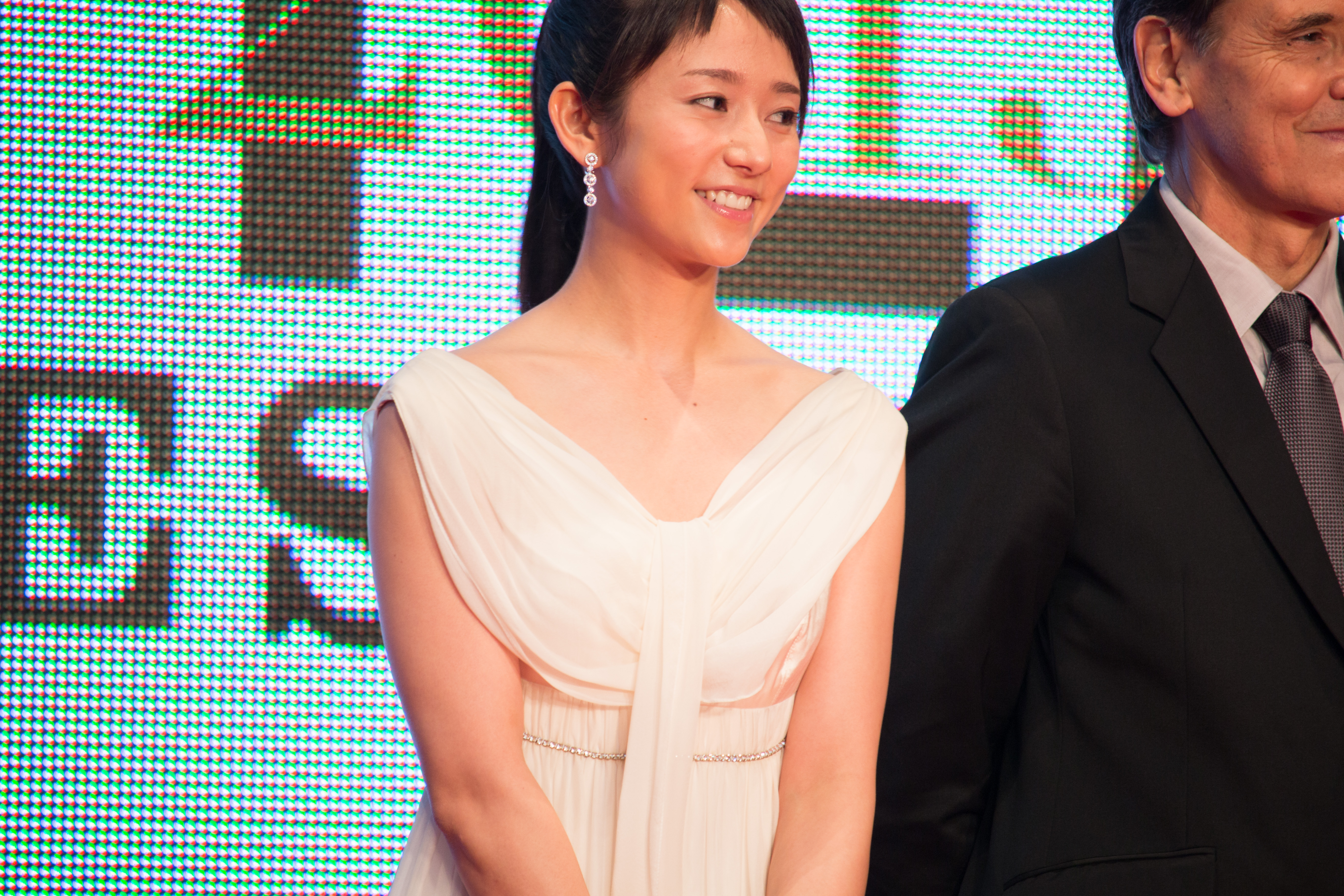
2015年、第28回東京国際映画祭にて

※太字表記は主演作品

### 映画
- 風のダドゥ（2006年5月13日、角川ヘラルド映画） - 浅野歩美 役[57]
- アダン（2006年5月20日、東京テアトル） - アダン 役[4]
- Paradise Kiss（2011年6月4日、ワーナー・ブラザース映画）
- RUN60（2011年6月25日[注 2]、ユニバーサルJ） - 真希 役[58]
- 極道めし（2011年9月23日、ショウゲート） - 水島しおり 役[59]
- 目を閉じてギラギラ（2011年10月22日、日活） - 吉村みゆき 役[注 3]
- らもトリップ「仔羊ドリー」（2012年2月25日、東京藝術大学） - 伊地知まり 役
- ポテチ（2012年5月12日、ショウゲート） - 大西若葉 役
- 今日、恋をはじめます（2012年12月8日、東宝） - 菜奈 役
- ボクたちの交換日記（2013年3月23日、ショウゲート） - 宇田川麻衣子 役
- 上京ものがたり（2013年8月24日、ファントム・フィルム）
- すべては君に逢えたから「遠距離恋愛」（2013年11月22日、ワーナー・ブラザース映画） - 山口雪奈 役[60][61]
- 小さいおうち（2014年1月25日、松竹） - ユキ 役
- ニシノユキヒコの恋と冒険（2014年2月8日、東宝映像事業） - タマ 役[62]
- 太陽の坐る場所（2014年10月4日、ファントム・フィルム） - 鈴原今日子 役[63]
- くちびるに歌を（2015年2月28日、アスミック・エース） - 松山ハルコ 役
- イニシエーション・ラブ（2015年5月23日、東宝） - 石丸美弥子 役[64]
- ピース オブ ケイク（2015年9月5日、ショウゲート） - ナナコ 役[65]
- シーズンズ 2万年の地球旅行（2016年1月15日、ギャガ） - 日本語吹き替え版ナレーター[66]
- 十字架（2016年2月6日、アイエス・フィールド） - 中川小百合 役[67]
- スキャナー 記憶のカケラをよむ男（2016年4月29日、東映） - 沢村雪絵 役[68][69]
- RANMARU 神の舌を持つ男（2016年12月3日、松竹） - 甕棺墓光 役
- 追憶（2017年5月6日、東宝） - 田所真理 役
- 火花（2017年11月23日、東宝） - 真樹 役[70]
- 伊藤くん A to E（2018年1月12日） - 矢崎莉桜 役（岡田将生とのW主演）[71]
- 羊の木（2018年2月3日、アスミック・エース） - 石田文 役[72]
- 体操しようよ（2018年11月9日、東急レクリエーション） - 佐野弓子 役
- 居眠り磐音（2019年5月17日、松竹） - おこん 役
- ザ・ファブル（2019年6月21日、松竹） - ヨウコ 役[73]
  - ザ・ファブル 殺さない殺し屋（2021年6月18日）
- BLUE/ブルー（2021年4月9日、ファントム・フィルム） - 天野千佳 役[74]
- 99.9-刑事専門弁護士-THE MOVIE（2021年12月30日、松竹） - 尾崎舞子 役[75]
- LOVE LIFE（2022年9月9日、エレファントハウス） - 大沢妙子 役[26][76]
- 七人の秘書 THE MOVIE（2022年10月7日、東宝） - 望月千代 役[77]
- 岸辺露伴 ルーヴルへ行く（2023年5月26日、アスミック・エース） - 奈々瀬 役[78]
- 紋の光（2024年06月、「ショートショート フィルムフェスティバル＆アジア2024」サステナブル・リカバリー プロジェクト） - 優里 役[79]
- でっちあげ〜殺人教師と呼ばれた男（2025年6月27日、東映） - 薮下希美 役[80]
- てっぺんの向こうにあなたがいる（2025年10月31日公開予定、キノフィルムズ） - 多部教恵 役[81]

### 配信映画
- シティーハンター（2024年4月25日、Netflix） - 野上冴子 役[82]
- 余命一年の僕が、余命半年の君と出会った話。（2024年6月27日、Netflix） - 実希子 役[83]

### テレビドラマ
- 大河ドラマ（NHK）
  - 功名が辻 第46回 - 第47回（2006年11月19日 - 26日） - 奥宮弥兵衛の娘 役
  - 麒麟がくる（2020年） - 煕子（明智光秀の正室） 役[84]
- 東京大空襲 第1夜（2008年3月17日、日本テレビ）
- 弘恵の道しるべ 第6話（2008年8月12日、テレビ大阪 / 大阪電気通信大学） - こゆき（猫又） 役
- 連続テレビ小説（NHK） 
  - だんだん（2008年9月29日 - 2009年3月28日） - 涼乃 役
  - 梅ちゃん先生 第10週 - 最終週（2012年6月9日 - 9月29日） - 野島（下村）静子 役
    - 梅ちゃん先生〜結婚できない男と女スペシャル〜（2012年10月13日・20日、NHK BSプレミアム） - 下村静子 役
- 夏の恋は虹色に輝く 第4話（2010年8月9日、フジテレビ） - ユキ 役
- パーフェクト・リポート 第4話（2010年11月7日、フジテレビ） - 内野紀子 役
- 華和家の四姉妹 第1話（2011年7月10日、TBS） - 相本美弥 役
- ほんとにあった怖い話 夏の特別編2011「悪夢の十三日」（2011年9月3日、フジテレビ） - 柏田晴美 役
- 蜜の味〜A Taste Of Honey〜（2011年10月13日 - 12月22日、フジテレビ） - 頼陽華 役
- 祝女〜shukujo〜 Season3（2011年10月15日 - 2012年2月25日、NHK）
- 悪女たちのメス（2011年12月9日、フジテレビ） - 美原千景 役
  - 悪女たちのメス episode2（2012年12月21日）
- ドラマスペシャル 警視庁失踪人捜査課（2011年12月24日、テレビ朝日 / 朝日放送） - 三浦未知 役
- RUN60 第1章（2012年4月18日 - 5月2日、MBS） - 真希 役
- ATARU 第4話（2012年5月6日、TBS） - 鈴原理子 役
- MEGAQUAKE 巨大地震 II 第3回「その時どうなる?」（2012年6月9日、NHK） - 川口沙織 役
- 放課後はミステリーとともに 5回表 / 裏（2012年6月18日 - 25日、TBS） - 野田栄子 役
- 浪花少年探偵団（2012年7月2日 - 9月17日、TBS） - 榛名美佳 役
- 黒の女教師（2012年7月20日 - 9月21日、TBS） - 青柳遥 役
- ドロクター〜ある日、ボクは村でたった一人の医者になった〜（2012年9月16日・23日、NHK BSプレミアム）
- 遅咲きのヒマワリ〜ボクの人生、リニューアル〜（2012年10月23日 - 12月25日、フジテレビ） - 今井春菜 役
- ソドムの林檎〜ロトを殺した娘たち（2013年3月23日 - 4月13日、WOWOW） - 設楽万里 役
- 雲の階段（2013年4月17日 - 6月19日、日本テレビ） - 田坂亜希子 役
- 震える牛（2013年6月16日 - 7月14日、WOWOW） - 田川梢 役
- 今日の日はさようなら（2013年8月24日、日本テレビ） - 田辺絵津子 役
- 変身インタビュアーの憂鬱（2013年10月21日 - 12月23日、TBS） - 下日山酈霞 役[85]
- 時計屋の娘（2013年11月18日、TBS / BS-TBS） - 国木知花子 役
- 長谷川町子物語〜サザエさんが生まれた日〜（2013年11月29日、フジテレビ） - 長谷川洋子 役
- 明日、ママがいない（2014年1月15日 - 3月12日、日本テレビ） - 水沢叶 役[86]
- 黒い福音〜国際線スチュワーデス殺人事件〜（2014年1月19日、テレビ朝日） - 生田世津子 役
- 世にも奇妙な物語（フジテレビ）
  - 世にも奇妙な物語'14春の特別編「ニートな彼とキュートな彼女」（2014年4月5日） - 五木美優 / MM-2020α 役[87]
  - 世にも奇妙な物語 '19雨の特別編「人間の種」（2019年6月8日） - 春田緑 役[88]
- なぜ少女は記憶を失わなければならなかったのか?〜心の科学者・成海朔の挑戦〜（2014年10月1日、日本テレビ） - 安孫子美織 役
- 素敵な選TAXI 第3話（2014年10月28日、関西テレビ） - 香西麻里奈 役[89]
- 銭の戦争（2015年1月6日 - 3月17日、関西テレビ） - 青池梢 役[90]
- マザー・ゲーム〜彼女たちの階級〜（2015年4月14日 - 6月16日、TBS） - 蒲原希子 役
- 殺人分析班シリーズ（WOWOW） - 如月塔子 役
  - 石の繭 殺人分析班（2015年8月16日 - 9月13日）[91]
  - 水晶の鼓動 殺人分析班（2016年11月13日 - 12月11日）[92]
  - 悪の波動 殺人分析班スピンオフ（2019年10月6日 - 11月3日）[注 4][93][18]
  - 蝶の力学 殺人分析班（2019年11月17日 - 12月22日）[18]
- サイレーン 刑事×彼女×完全悪女（2015年10月20日 - 12月15日、関西テレビ） - 猪熊夕貴 役[94]
- 放送90年 大河ファンタジー 精霊の守り人（2016年3月19日 - 4月9日、NHK） - 二ノ妃 役[95]
  - 精霊の守り人II 悲しき破壊神（2017年1月21日 - 3月25日）
  - 精霊の守り人 最終章（2017年11月25日 - 2018年1月27日）
- 神の舌を持つ男（2016年7月8日 - 9月9日、TBS） - 甕棺墓光 役 [96]
- A LIFE〜愛しき人〜（2017年1月15日 - 3月19日、TBS） - 柴田由紀 役[97]
- ボク、運命の人です。（2017年4月15日 - 6月17日、日本テレビ） - 湖月晴子 役[98]
- 伊藤くん A to E（2017年8月15日 - 10月4日、TBS / 8月21日 - 10月2日、毎日放送） - 矢崎莉桜 役[99]
- 99.9-刑事専門弁護士- SEASON II（2018年1月14日 - 3月18日、TBS） - 尾崎舞子 役[100]
- ヒーローを作った男 石ノ森章太郎物語（2018年8月25日、日本テレビ「24時間テレビ41 愛は地球を救う」ドラマスペシャル） - 小野寺由恵 役[101]
- フジテレビ開局60周年特別企画「大奥 最終章」（2019年3月25日、フジテレビ） - 久免 役[102]
- サギデカ（2019年8月31日 - 9月28日、NHK総合） - 今宮夏蓮 役
- ちょこっと京都に住んでみた。（2019年12月29日、2022年7月6日 - 8月10日、テレビ大阪） - 江東佳奈 役[103]
- 七人の秘書（2020年10月22日 - 12月10日、テレビ朝日） - 望月千代 役[104]
  - 七人の秘書スペシャル（2022年10月2日）[105]
- コントが始まる 第6話・第8話（2021年5月22日・6月5日、日本テレビ） - 美濃輪弓子 役[106]
- #家族募集します（2021年7月9日 - 9月24日、TBS） - 桃田礼 役[107][108]
- ノンレムの窓 2022・秋「放送禁止用語」（2022年10月9日、日本テレビ） - 宮川志帆 役[109]
- PICU 小児集中治療室（2022年10月10日 - 12月19日、フジテレビ） - 綿貫りさ 役[110]
  - PICU 小児集中治療室 スペシャル 2024（2024年4月13日、フジテレビ）[111]
- スカイキャッスル（2024年7月25日 - 9月26日、テレビ朝日） - 南沢泉 役[112][113]
- 宙わたる教室（2024年10月8日 - 12月10日、NHK総合） - 佐久間理央 役[114]
- I, KILL（2025年5月18日 - 6月22日、WOWOW） - お凛 役（田中樹とのW主演）[115][116]
- 看守の流儀（2025年6月21日、テレビ朝日） - 火石司 役[117]
- 愛の、がっこう。（2025年7月10日 - 、フジテレビ） - 小川愛実 役[118][119]

### 配信ドラマ
- RUN60（ユニバーサルJ） - 真希 役[注 5]
- 目を閉じてギラギラ（2011年10月1日 - 全12話、Bee TV） - 吉村みゆき 役
- SICK'S 恕乃抄 〜内閣情報調査室特務事項専従係事件簿〜（2018年4月1日 - 8月11日、Paravi） - 御厨静琉 役（いずれも松田翔太とのW主演）[120]
  - SICK'S 覇乃抄 〜内閣情報調査室特務事項専従係事件簿〜（2019年3月22日 - 5月17日）
  - SICK'S 厩乃抄 〜内閣情報調査室特務事項専従係事件簿〜（2019年9月15日 - 11月9日）
- ザ・接待〜秘書のおもてなし〜（2020年11月5日 - 全5話、TELASA） - 望月千代 役[121]

### 舞台
- 不帰の初恋、海老名SA（2012年9月29日、DDD AOYAMA CROSS THEATER） - 三崎 役[注 6]
- わたしを離さないで（2014年4月29日 - 5月15日、彩の国さいたま芸術劇場 大ホール / 5月23日 - 24日、愛知県芸術劇場 大ホール / 5月30日 - 6月3日、梅田芸術劇場 シアター・ドラマシティ） - 鈴 役[15][122]

### DVD
- ひとり交換日記 - 宇田川麻衣子 役[注 7][123]

### 声の出演

#### 劇場アニメ
- ちいさな英雄-カニとタマゴと透明人間-「カニーニとカニーノ」（2018年8月24日、東宝） - カニーニ  役[124]

#### 音声ガイド
- トルコ文化年2019「トルコ至宝展」（2019年3月20日 - 5月20日、国立新美術館） - スペシャルアンバサダー&音声ガイド[125]

#### ナビゲーター・語り
- ザ・ノンフィクション 世界で一番美しい花（2005年、フジテレビ） - ナレーション
- 西日本の旅（2008年11月3日、NHK） - ナレーション / ナビゲーター
- スーパーラグジュアリートレイン ～豪華!オンナ2人旅～（2017年8月23日、NHK BSプレミアム） - ナレーション
- トルコ至宝展特別番組「木村文乃 至宝が誘う悠久のイスタンブルへ」（2019年4月6日、BS-TBS） - ナビゲーター[126]

#### ラジオ
- 夢持力電波マエムキン（2008年10月22日・27日、FM OSAKA） - ゲスト出演

## 広告などへの起用

### CM
- SUNTORY FOODS
  - BOSSレインボーマウンテン「宇宙人ジョーンズの地球調査シリーズ」（2010年8月 - ） - エレベーターガール 役
  - 天然水（2012年3月 - ）- 森山未來と共演[127]
- ちふれ化粧品 SAVE WOMAN 美白美容液W（2011年3月 - ）
- ブルボン フェットチーネグミ「I am アルデンテガール」（2011年6月 - 2013年1月） - アルデンテガール 役
- NTT docomo
  - 「walk with you 2011 SUMMER」（2011年6月 - ）
  - Xi2割キャンペーン「walk with you」（2012年3月 - ）
- サンヨー食品 サッポロ一番「塩カルビ味焼そば レギュラー」（2011年7月 - ）
- NHK 受信料スポット（2011年12月 - ）
- 象印マホービン
  - ステンレスボトル（2012年2月 - ）
  - ステンレスマグ「目印は象印（保温）」篇（2018年10月23日 - ）[128]
- 大正製薬 リポビタンファイン（2012年4月 - ） - 文乃 役
- 花王
  - リーゼ（2012年8月 - ）
  - エッセンシャル（2017年1月 - ）
- ニベア花王
  - ディープモイスチャー（2012年8月 - ）
  - ニベアサン（2016年）
- AEON ライトダウン（2012年9月 - ）
- JR東日本「行くぜ、東北。」（2013年1月 - 2016年3月）
- オリエンタルランド 東京ディズニーリゾート Disney Christmas（2013年11月 - ）[129]
- キリンビール 氷結（2014年4月 - ）
- リクルート タウンワーク（2014年7月 - ） - 宮城美佳 役
- VASILY iQON（2014年10月 - ）
- 森永乳業 MOW（2015年4月 - ）[130]
- サントリー フォレスティ 森のソーダ〈レモン&ライム〉「森の香り」篇（2015年6月 - ）[131]
- 日清シスコ ごろっとグラノーラ「数える女」篇（2015年6月 - ）[132]
- ダイハツ工業 キャスト スタイル 「モダンデザイン」篇（2015年9月 - ）[133][134]
- 大東建託 DK SELECT「誕生」篇（2016年1月 - ）[135]
- Supercell「クラッシュ・オブ・クラン」（2016年）[136]
- サントリー食品インターナショナル「オランジーナ」（2016年）[137]
- URBAN RESEARCH（2016年）[138]
- dely株式会社「クラシル」（2017年4月4日 - ）[139]
- 明治
  - 明治スプレッタブル バターの新しいおいしさ「スプレッタブル誕生」編（2017年11月 - ）[140]
  - 明治北海道十勝スマートチーズ 和風だし かつお・昆布 / 同 ほたて（2019年3月 - ）[141]
- エスエス製薬 アレジオン20
  - 「動じない私」篇（2018年2月5日 - ）[142]
  - 「頼れる先輩」篇（2019年2月4日 - ）[143]
  - 「ヨガ」篇（2020年2月10日 - ）[144][145]
- 資生堂 HAKU（2018年3月 - ）[146]
  - 「シミの記憶」篇（2018年3月20日 - ）
  - 「美白美容液ファンデ」篇（2019年3月21日 - ）
  - メラノフォーカスV「シミの記憶2.0」篇（2019年4月8日 - ）
  - 美白美容液ファンデ篇改訂版（2020年3月 - ）[147]
- ヤマサ醤油 鮮度生活 味なめらか 絹しょうゆ（2018年4月 - ）[148]
- 日清製粉グループ
  - キッチン・ミュージカル篇（2019年）[149]
  - HAPPY MENU TO YOU! ハッピーメニューレストラン篇・同 ハッピーメニューレストラン・メロンパン篇・同 ハッピーメニューレストラン・ホットケーキ篇・ 同 ハッピーメニューレストラン・ナポリタン篇（2020年3月8日 - ）[150]
- 富山県 富山米富富富（2018年、2019年）[151]
- 伊藤園 TULLY’S COFFEE
  - TULLY’S COFFEE BARISTA’S BLACK「この香り。これがコーヒー。」篇（2020年10月7日 - ）[152]
  - TULLY’S COFFEE THE BARISTA’S ROAST「香る THE BARISTA’S ROAST」篇（2021年6月9日 - ）[153]
  - TULLY’S COFFEE Feather Black「フェザーダンス」篇（2021年11月3日 - ）[154]
- サイボウズ kintone
  - 「重くなったヒョウケイさん」篇 /「最新がわからない」篇（2020年12月25日 - ）[155]
  - 「開かないヒョウケイさん」篇 /「行くぞ！キントーン！」篇（2020年12月30日 - ）[155]
  - 女神シリーズ「喜びの踊り篇」「キン！キン！トーン！篇」（2022年2月7日 - ）[156]
  - オフィスシリーズ「おつかれ篇」「ありがとう篇」「Nice篇」（2022年2月7日 - ）[156]
- 眼鏡市場
  - 「適正価格」篇（2021年5月24日 - ）[157]
- エスエス製薬 ハイチオール ホワイティア プレミアム
  - 「内側から輝く人へ」篇（2022年4月4日 - ）
- 日本マクドナルド「大人が恋するてりやき」（2024年5月23日 - ）[158]

### 広告
- ちふれ化粧品 イメージキャラクター（2011年）
- 象印 ステンレスボトル イメージキャラクター（2012年）[159]
- 大正製薬 リポビタンファイン CMキャラクター（2012年）[160]
- 中央労働災害防止協会 全国安全週間 ポスター / 熱中症予防運動 ポスター（2012年）
- 日本行政書士会連合会 各都道府県行政書士会 行政書士制度広報 ポスター（2013年8月1日 - 2014年7月31日）
- ボシュロム・ジャパン レニュー ブランドアンバサダー（2016年9月 - ）[161]
- 国立新美術館「トルコ至宝展 チューリップの宮殿 トプカプの美」スペシャルアンバサダー（2019年3月20日 - 5月20日、主催：国立新美術館、トルコ共和国大使館、日本経済新聞社、TBS、BS-TBS）[162]

### 新聞
- 朝日新聞 TVフェイス「新しい私に自分も驚く」（2011年10月22日）

### PV
- 10UTS「僕は貝になりたくない」（2008年）
- 大知正紘「手」（2010年9月8日）
- RAM WIRE「Beautiful World」（2010年10月27日）
- 桑田佳祐「明日へのマーチ」（2011年8月17日）[注 8]

### イベント
- 大阪府警察南警察署 一日警察署長（2008年10月10日）
- 第35回社会人野球日本選手権 始球式（2008年11月13日）
- 京都府警 一日通信指令課長（2009年1月11日）

## 書籍

### 写真集
- ふみの（2013年11月9日、ワニブックス、撮影：西田幸樹）ISBN 978-4847045943

### カレンダー
- 木村文乃カレンダー2021（2020年12月21日、出版社：ワニブックス）[163][164]